# Brussels Airlines
Brussels Airlines jsou vlajkový letecký dopravce Belgie se sídlem v Bruselu. Německý dopravce Deutsche Lufthansa AG má ve společnosti 100% vlastnický podíl . Je součástí Lufthansa Group. Létá do 66 destinací ve 20 zemích Evropy a také provozuje dálkové lety do USA, východní, střední a západní Afriky. Společnost je členem Mezinárodní asociace leteckých dopravců (IATA), Asociace evropských aerolinií (AEA) a letecké aliance Star Alliance.

## Historie
Brussels Airlines vznikly po sloučení firem SN Brussels Airlines (SNBA) a Virgin Express. Dne 12. dubna 2005, SN Airholding, který stál za SNBA, podepsal dohodu s Richardem Bransonem, která ustanovila kontrolu na Virgin Express. 31. března 2006 SNBA a Virgin Express oznámily sloučení do jediné společnosti. Dne 7. listopadu 2006 byl představen nový název, Brussels Airlines. Aerolinky zahájily svou činnost dne 25. března 2007
Dne 15. září 2008, Lufthansa oznámila, že získala 45% podíl ve společnosti Brussels Airlines s možností získat zbývajících 55% od roku 2011. Součástí dohody bylo, že se Brussels Airlines připojí do letecké aliance Star Alliance, jejímž členem je od 9. prosince 2009.

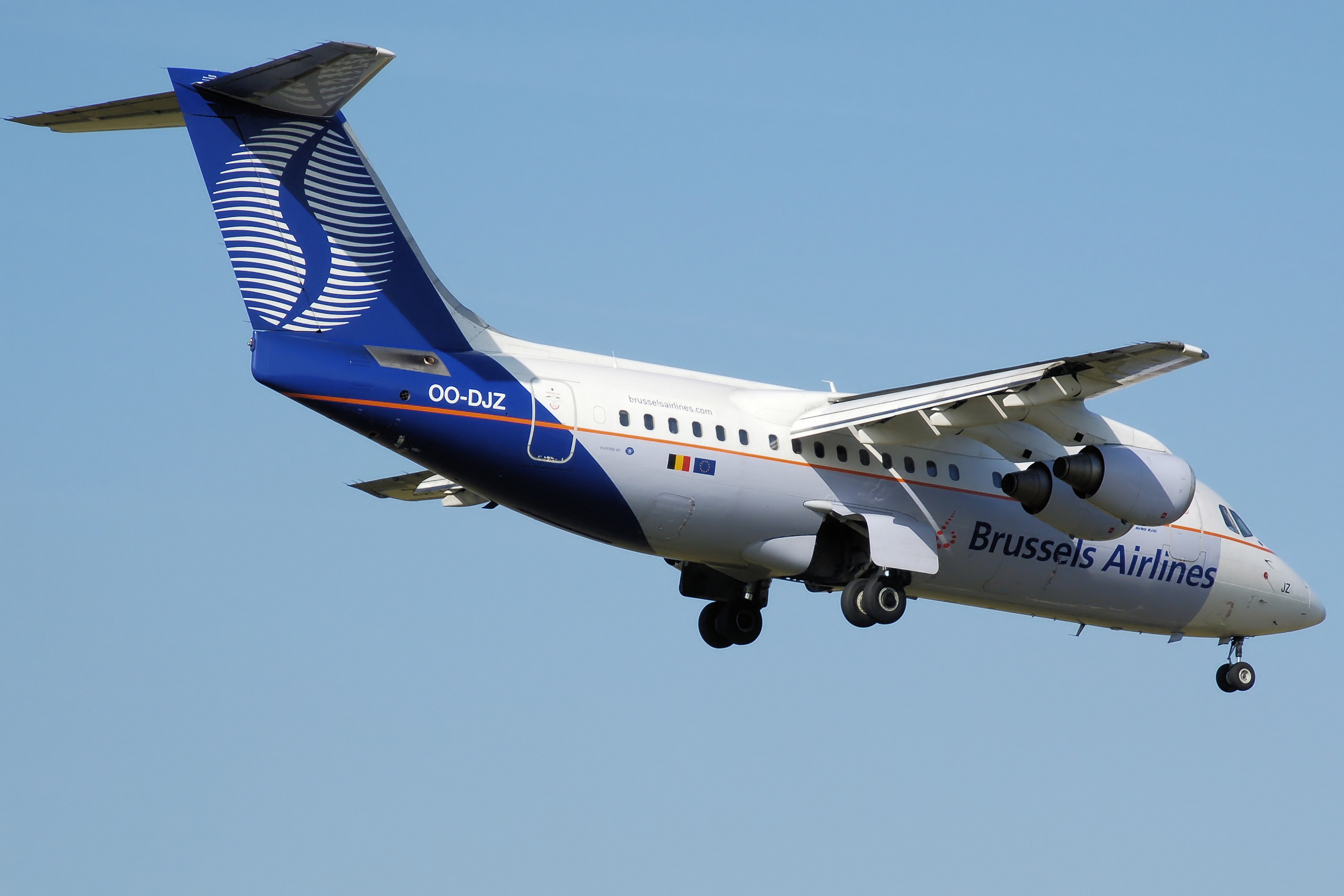
Avro RJ85 přistává na Mezinárodním letišti Birmingham. (2007))

Dne 15. června 2009 Brussels Airlines oznámila, že Evropská komise povolila Lufthanse převzít společnost.
Od 25. října 2009 jsou aerolinky Brussels Airlines členem věrnostního programu Lufthansy "Miles & More".
Dne 9. prosince 2009, během ceremoniálu na radnici v Bruselu se aerolinky staly 26. členem Star Alliance.
Dne 15. prosince 2009, schválili rozšíření flotily letadel Airbus A330. V červenci 2010 začaly provozovat pátý pronajatý letoun typu A330.
Dne 15. prosince 2009, Brussels Airlines oznámily, že pracují na novém africkém regionálním dopravci v Demokratické republice Kongo s pracovním názvem "Korongo". Hlavní základna letecké společnost je na letišti Lubumbashi. Letecká společnost zahájila svou funkci v roce 2011.
Aerolinky oznámily 11. srpna 2010, že uzavřeli smlouvu s cestovní kanceláří Club Med. Od dubna 2011 tak budou aerolinky přepravovat 80% zákazníků cestovní kanceláře a to jak na stávajících linkách, tak na nových charterových linkách. Brussels Airlines také oznámili, že si pronajme dva letouny Airbus A320 od ledna 2011.

## Sídlo
Provozní název Brussels Airlines je Delta Air Transport SA/NV, se sídlem v Bruselu.

## Destinace a společnosti
5. července 2010 aerolinky zařadilo provozu pátý Airbus A330-300. Zvýšily frekvenci letů do Abidjanu (až 6 týdně) a přidaly další destinace – Akra, Coton, Ouagadougou a Lomé. Aerolinky začaly uvažovat o letech na americký kontinent, do New Yorku a San Franciska. Aerolinky čekají na povolení od USA, které se uděluje po 12-18 měsíčním vyjednávání.
V září 2011 začaly aerolinky létat do 21. destinace v Africe – Bamako v Mali.

### Spolupráce
Brussels Airlines spolupracuje s těmito společnostmi (Codeshare):
(*) Členové Star Alliance
- Adria Airways *
- Aegean Airlines *
- AirBaltic
- Air Canada *
- Air Malta
- Austrian Airlines *
- Croatia Airlines *
- Cyprus Airways
- EgyptAir *
- Ethiopian Airlines * (plánovaná)
- Etihad Airways
- Hainan Airlines
- LOT Polish Airlines *
- Lufthansa *
- Malmö Aviation
- Royal Air Maroc
- RwandAir
- Singapore Airlines *
- Swiss International Air Lines *
- TAAG Angola Airlines
- TAROM (SkyTeam)
- TAP Portugal *
- United Airlines *

## Flotila
Společnost v červenci 2020 vlastnila 52 letounů, průměrný věk činilo 15,6 let:
Flotila společnosti k 19. únoru 2011 se skládala z 50 letadel a měla průměrný věk byl 13,2 let, flotila tedy stárne, zároveň se mírně zvětšila.